# هیل کانتی امروز صبح، امروز عصر
هیل کانتی امروز صبح، امروز عصر (انگلیسی: Hale County This Morning, This Evening) یک فیلم در سبک مستند به کارگردانی رامل راس است و اولین فیلم غیرداستانی اوست. فیلم در مورد زندگی سیاه‌پوستان آمریکا در شهرستان هیل، آلاباما است. فیلم در جشنواره فیلم ساندنس ۲۰۱۸ برنده جایزه ویژه هیئت داوران برای نگاه خلاقانه شد و در نود و یکمین دوره جوایز اسکار نامزد جایزه بهترین فیلم مستند شده است.